# 尼尔斯·荣松
尼爾斯·「湯姆登」·荣松（瑞典語：Nils "Tomten" Jonson，1925年—），瑞典男子羽毛球運動員。

## 球員生涯
尼爾斯·荣松自1945年起為AIK體育會效力，並在同一年贏得第一座瑞典全國冠軍，至1956年為止共贏得了15個冠軍。在國際上，尼爾斯搭檔康尼·耶普森在1948年全英羽球錦標賽獲得男子雙打亞軍。